# タッチホール式

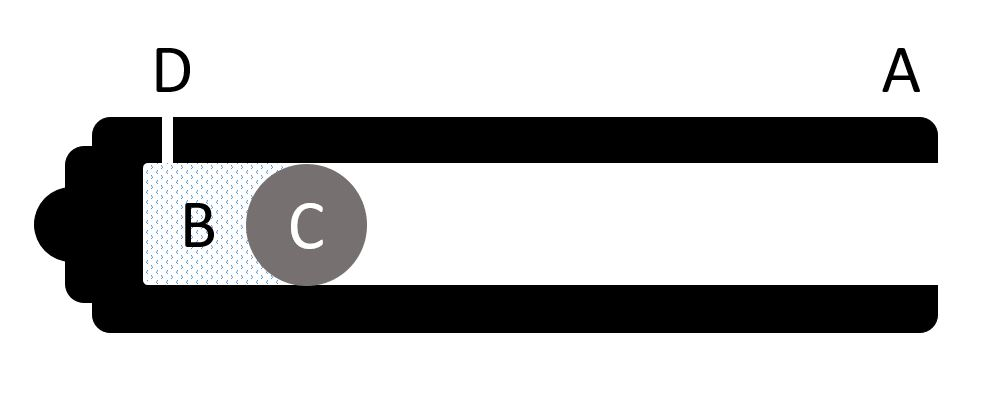
A.銃砲身 B.装薬 C.弾丸 D.タッチホール

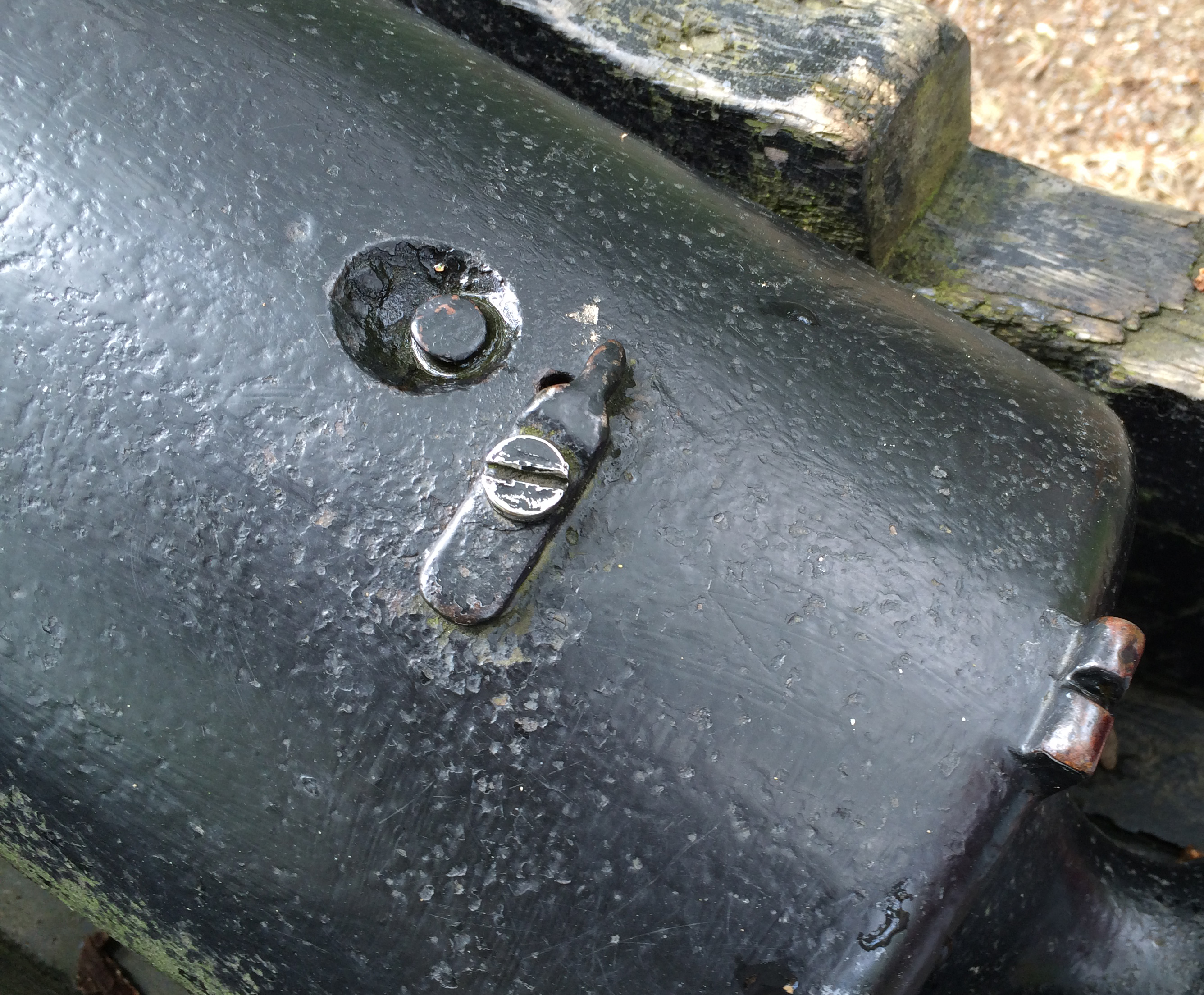
19世紀の大砲のタッチホール。展示品のため、穴が塞がれている。

タッチホール式（タッチホールしき）とは、銃砲の起爆・点火方式の一つ。日本では指し火式という。旧式火砲では装薬を起爆させるために直接、人の手によって銃身または砲身に開けられた点火口に火種を触れさせて発砲した。銃砲の分類として、このような方式の銃砲を「穴」に「タッチ」する意からこう呼ぶ。
火縄銃が発明される以前の銃は、マドファ、火竜槍等のように、木製の棒状の柄に青銅の筒が付いたものに火薬と弾丸を入れ、筒後部の穴に火種を近づけ発射した。その後銃はサーペンタインロック式、マッチロック式、ホイールロック式、フリントロック式へと進化発展したが、これは一人の人間が片手で支えながら狙いをつけてもう一方の手で点火することの、困難性から逃れるための進化と云われる。しかし大型の砲は砲車・砲座等の台に据えられており、複数の人間のチームワークで運用することから困難性が少なく、19世紀までこの方式は残った。